# Gilad Bloom
Gilad Bloom (hebräisch גלעד בלום; * 1. März 1967 in Tel Aviv) ist ein ehemaliger israelischer Tennisspieler.

## Werdegang
Bloom gewann in seiner Karriere insgesamt vier Titel im Doppel auf der ATP Tour. Er stand außerdem in einem weiteren Doppelfinale sowie in drei weiteren Finals in der Einzelkonkurrenz. Bei Grand-Slam-Turnieren erreichte er seine besten Resultate mit dem Achtelfinale 1990 im Einzel bei den US Open und 1992 mit dem Viertelfinale im Doppel bei den Australian Open.
Er nahm an insgesamt zwei Olympischen Spielen teil: 1988 in Seoul und 1992 in Barcelona. 1988 trat er sowohl im Einzel als auch im Doppel mit Amos Mansdorf an. Während er im Einzel bereits in der Auftaktrunde knapp in fünf Sätzen dem Briten Jeremy Bates unterlegen war, setzte er sich mit Mansdorf zunächst gegen die Iren Owen Casey und Eoin Collins in vier Sätzen durch. Im Achtelfinale verloren sie anschließend gegen die Dänen Morten Christensen und Michael Tauson glatt in drei Sätzen. 1992 trat er dann nur noch im Einzel an, wo er zunächst den Slowaken Marián Vajda ausschaltete. In der zweiten Runde blieb er gegen den topgesetzten US-Amerikaner Jim Courier jedoch völlig chancenlos.
Bloom bestritt zwischen 1986 und 1995 insgesamt 17 Begegnungen für die israelische Davis-Cup-Mannschaft. Dabei ist sowohl seine Einzelbilanz mit 10:17 als auch seine Doppelbilanz mit 3:5 negativ.

## Erfolge
| Legende                                          |
| Grand Slam                                       |
| Tennis Masters Cup                               |
| ATP Masters Series ATP World Tour Masters 1000   |
| ATP International Series Gold ATP World Tour 500 |
| ATP International Series ATP World Tour 250 (4)  |

| Titel nach Belag |
| Hartplatz (3)    |
| Sand (1)         |
| Rasen (0)        |
| Teppich (0)      |

### Einzel

#### Finalteilnahmen
| Nr. | Datum            | Turnier    | Belag     | Finalgegner   | Ergebnis      |
| --- | ---------------- | ---------- | --------- | ------------- | ------------- |
| 1.  | 22. Oktober 1989 | Tel Aviv   | Hartplatz | Jimmy Connors | 6:2, 2:6, 1:6 |
| 2.  | 24. Juni 1990    | Manchester | Rasen     | Pete Sampras  | 6:7, 6:7      |
| 3.  | 28. April 1991   | Singapur   | Hartplatz | Jan Siemerink | 4:6, 3:6      |

### Doppel

#### Turniersiege
| Nr. | Datum             | Turnier   | Belag     | Partner         | Finalgegner                    | Ergebnis      |
| --- | ----------------- | --------- | --------- | --------------- | ------------------------------ | ------------- |
| 1.  | 18. Oktober 1987  | Tel Aviv  | Hartplatz | Shahar Perkiss  | Wolfgang Popp Huub van Boeckel | 6:2, 6:4      |
| 2.  | 15. November 1987 | São Paulo | Hartplatz | Javier Sánchez  | Tomás Carbonell Sergio Casal   | 6:3, 6:7, 6:4 |
| 3.  | 21. April 1991    | Seoul     | Hartplatz | Alex Antonitsch | Kent Kinnear Sven Salumaa      | 7:6, 2:6, 6:1 |
| 4.  | 17. Mai 1991      | Umag      | Sand      | Javier Sánchez  | Richey Reneberg David Wheaton  | 7:6, 6:1      |

#### Finalteilnahmen
| Nr. | Datum           | Turnier  | Belag     | Partner       | Finalgegner                  | Ergebnis |
| --- | --------------- | -------- | --------- | ------------- | ---------------------------- | -------- |
| 1.  | 14. Januar 1990 | Auckland | Hartplatz | Paul Haarhuis | Kelly Jones Robert Van’t Hof | 6:7, 0:6 |